# مانويل كوينتانا
مانويل كوينتانا (بالإنجليزية: Manuel Quintana)‏ (و. 1835 – 1906 م) هو محامي، وسياسي من الأرجنتين . ولد في بوينس آيرس . تولى منصب رئيس الأرجنتين (12 أكتوبر 1904–12 مارس 1906)، وعضو مجلس النواب في الأرجنتين، وعضو مجلس النواب الأرجنتيني (30 أبريل 1870–30 أبريل 1877).
توفي في بوينس آيرس .

## التعليم
تعلم في جامعة بوينس آيرس.

## مناصب وهيئات
أدار جامعة بوينس آيرس.
| المناصب السياسية           | المناصب السياسية                       | المناصب السياسية           |
| -------------------------- | -------------------------------------- | -------------------------- |
| سبقه خوليو روكا الأرجنتيني | رئيس الأرجنتين 1904 - 1906             | تبعه José Figueroa Alcorta |
| سبقه                       | عضو مجلس النواب الأرجنتيني 1870 - 1877 | تبعه                       |